# مايكل كينجما
مايكل كينجما (بالإنجليزية: Michael Kingma)‏ مواليد 9 أغسطس 1979، هو لاعب كرة سلة أسترالي بدأ مسيرته الاحترافية في سنة 1997 ويحمل الرقم 20.

## روابط خارجية
- مايكل كينجما على موقع IMDb (الإنجليزية)
- مايكل كينجما على موقع قاعدة بيانات الفيلم (الإنجليزية)